# Saljut 4
Saljut 4 byla orbitální stanice SSSR, součást programu Saljut. Na oběžné dráze Země byla v letech 1974 až 1977, celkem 770 dní.

## Základní údaje
Stanice byla vypuštěna z kosmodromu Bajkonur 26. prosince 1974. Byla podobná předchozí stanici Saljut 3, která brzy po startu Saljutu 4 zanikla. Měla vyšší dráhu než její předchůdkyně kvůli úspoře pohonných hmot, hmotnost asi 18 900 kg. Podle katalogu COSPAR získala označení 1974-104A.

## Lety ke stanici
Ke stanici letěly dvě pilotované a jedna loď bez posádky, vesměs označené Sojuz.
- Sojuz 17, posádka Alexej Gubarev a Georgij Grečko, připojili se 12. ledna 1975, pracovali zde do 9. února 1975, po odpojení přistáli ve své lodi na Zemi. Během svého pobytu zvládli nový navigační systém KASKAD, věnovali se mj. pozorování Slunce.
- Sojuz 18, posádka Pjotr Klimuk a Vitalij Sevasťjanov, připojili se 25. května 1975, pracovali zde do 26. července 1975, v pořádku přistáli na Zemi. I jejich pobyt byl naplněn řadou experimentů a pozorování. Měli k dispozici regenerační zařízení k úpravě užitkové vody. Spojení bylo udržováno z desítek stanovišť z celé plochy SSSR i z několika výzkumných lodí Akademie věd SSSR rozmístěných v oceánech.
- Sojuz 20, bezpilotní loď, která se ke stanici (v té době již bez posádky) připojila 19. listopadu 1975. Po 93 dnech se odpojila a přistála na Zemi.

## Zánik stanice
Stanice Saljut 4 zanikla na povel ze Země v hustých vrstvách atmosféry po 770 dnech letu dne 2. února 1977. Ještě předtím ji v červenci 1976 na oběžné dráze nahradila stanice Saljut 5.